# بیمه مستمری عمر
بیمه مستمری عمر (به انگلیسی: life annuity) نوعی بیمه عمر است، که به موجب آن بیمه‌گر با دریافت حق بیمه (بطور یکجا یا با اقساط) متعهد پرداخت مستمری تمام عمر، یا مستمری تا مدت معین می‌شود.